# マル合格資格奪取!シリーズ
マル合格資格奪取!シリーズ（まるごうかくしかくだっしゅシリーズ）は、メディア・ファイブより発売されている資格試験学習ソフトのシリーズ。ニンテンドーDS、PlayStation Portable向けがあり、ニンテンドー3DS版も「マル合格!」などとシリーズ名を省略している。PlayStation Vita向けのネクレボシリーズについても述べる。
「マル合格」とは「合格」のハンコ（○で囲まれている）を意味している。

## ラインナップ
| タイトル                                                          | DS版                                                      | 3DS版 | PSP版                                  | PS Vita版                                 |
| ----------------------------------------------------------------- | --------------------------------------------------------- | --- | -------------------------------------- | ----------------------------------------- |
| ITパスポート試験 基本情報技術者試験 応用情報技術者試験            | 2010年01月14日 2011年02月03日(新) 2012年01月26日(SPECIAL) | | （発売中止）(+ネクレボ)                |                                           |
| ITパスポート試験                                                  |                                                           | 2014年04月02日(平成26年度版) 2015年09月30日(平成27年度版)                                                                          | 2011年09月01日                         | 2012年06月28日                            |
| 基本情報技術者試験                                                |                                                           | 2013年05月08日 2014年03月26日(平成26年度版) 2016年02月17日(平成28年度版)                                                           | 2011年09月01日 （発売中止）(+ネクレボ) | 2012年06月28日                            |
| 応用情報技術者試験                                                |                                                           | 2013年05月08日 2014年03月26日(平成26年度版) 2016年03月02日(平成28年度版)                                                           | 2011年09月08日                         | 2012年06月28日                            |
| 行政書士試験                                                      | 2010年06月10日 2011年04月07日(2011年度版)                 | 2013年07月10日 2014年08月20日(平成26年度版) 2016年03月02日(平成28年度版) 2017年09月13日(平成29年度版)                              |                                        | 2012年05月24日                            |
| FP技能検定試験2級・3級                                            | 2010年06月24日 2011年06月23日(2011年度版)                 | 2014年11月26日(平成26-27年度版) （2・3級を別売                                                                                     | 2011年11月23日 （2・3級を別売）        | 2012年07月26日 （2・3級を別売）           |
| 中小企業診断士試験                                                |                                                           | 2010年09月02日 | 2012年01月26日 （1・2日目を別売）      | 2013年02月7日 （1・2を別売）              |
| 証券外務員試験                                                    | 2010年09月02日（二種のみ）                                | |                                        | 2012年05月17日                            |
| 販売士試験2級・3級                                                | 2010年10月07日                                            | |                                        |                                           |
| ケアマネジャー試験                                                | 2010年10月21日                                            | 2013年06月19日 2014年07月23日(平成26年度版) 2015年07月08日(平成27年度版) 2016年04月27日(平成28年度版) 2017年08月23日(平成29年度版) | 2012年05月24日                         | 2013年06月27日                            |
| TAC公務員試験                                                     | 2010年11月25日                                            | |                                        |                                           |
| 社労士試験                                                        | 2010年12月16日 2011年12月22日(SPECIAL)                    | 2015年05月20日(平成27年度版) | 2011年12月22日 （発売中止）(+ネクレボ) | 2013年02月21日                            |
| 宅建(宅建士)試験                                                  | 2011年03月03日(2011年度版) 2012年06月14日(SPECIAL)        | 2013年06月5日 2014年05月21日(平成26年度版) 2015年04月22日(平成27年度版) 2016年04月06日(平成28年度版) 2017年06月21日(平成29年度版)  | 2012年02月23日 （発売中止）(+ネクレボ) | 2012年08月23日 2014年05月22日(2015年度版) |
| 情報セキュリティスペシャリスト試験 ネットワークスペシャリスト試験 | 2011年05月26日(2011年度版)                                | |                                        | 2012年08月23日                            |
| 社会福祉士試験                                                    | 2011年07月21日 2012年08月02日(SPECIAL)                    | 2014年11月05日(平成26年度版) 2016年08月17日(平成28年度版) 2017年08月23日(平成29年度版)                                             |                                        | 2012年09月27日                            |
| 介護福祉士試験                                                    | 2011年08月18日 2012年09月06日(SPECIAL)                    | 2014年07月23日(平成26年度版) 2015年08月19日(平成27年度版) 2016年11月02日(平成28年度版) 2017年07月12日(平成29年度版)                |                                        | 2012年10月25日                            |
| 秘書検定試験                                                      |                                                           | 2013年08月07日 |                                        | 2013年05月30日                            |
| 地方公務員上級 教養試験                                           |                                                           | 2014年02月19日(2015年度版) |                                        |                                           |
| 地方公務員上級 専門試験                                           |                                                           | 2014年02月19日(2015年度版) |                                        |                                           |
| TOEIC®TEST                                                        | 2011年03月24日                                            | 2013年03月19日 | 2012年03月22日                         | 2012年03月22日                            |
| 英文法                                                            | 2011年06月30日                                            | 2013年03月19日 |                                        | 2012年04月26日 2013年04月25日(2)          |
| 簿記検定2級・3級（仕訳ドリル）                                    |                                                           | 2014年12月24日(3級) 2015年01月07日(2級)                                                                                            |                                        |                                           |
| 医療事務 診療報酬請求事務能力検定試験                             |                                                           | 2015年03月25日(医科) |                                        |                                           |

## 構成
- スケジュールNavi：過去問題を解くことで、苦手分野を自動判定する。
- 傾向と対策：分野別の出題やミスした問題に再挑戦する弱点克服。
- 模擬試験
- 練習問題

## ネクレボ
メディア・ファイブが運営する同名のSNSと連携したPlayStation Vita向け資格試験学習ソフトのシリーズ。